# Starman
«Starman» — песня британского рок-музыканта Дэвида Боуи, выпущенная в апреле 1972 года. Она была включена в альбом The Rise and Fall of Ziggy Stardust and the Spiders from Mars перед самым выпуском благодаря настойчивости сотрудника RCA Records Денниса Катца, который услышал демозапись и полюбил песню, веря, что она может стать отличным хитом. Песня на альбоме заменила кавер-версию старого рок-н-ролла Чака Берри «Round and Round».

## Музыка и текст
Текст описывает Зигги Стардаст, приносящий через радио надежду молодёжи Земли, спасение, обещанное инопланетным «Звёздным человеком» (англ. Starman). История рассказывается с точки зрения одного из молодых людей, которые слушают Зигги. Согласно словам Дэвида Боуи, сказанным им в интервью журналу Rolling Stone в 1973 году, Зигги Стардаст не является этим «Звёздным человеком», он его посланник на Земле — вопреки распространенному мнению, что Зигги — инопланетянин. Песня вдохновила различные интерпретации — от намеков на второе пришествие Христа до точного предсказания сюжета фильма «Близкие контакты третьей степени» (1977 год).
Музыка песни — мягкий поп-рок, не отличающийся по стилю от предыдущего альбома Боуи Hunky Dory. Мелодия припева напоминает мелодию песни Гарольда Арлена «Somewhere Over the Rainbow» из кинофильма «Волшебник страны Оз». Другие песни, возможно, оказавшие влияние на Starman — включают в себя композиции T. Rex «Telegram Sam» и «Hot Love», а также песню авторского трио Holland–Dozier–Holland «You Keep Me Hangin’ On».

## Релиз и дальнейшая судьба
С коммерческой точки зрения, «Starman» стал важной вехой в карьере Боуи, его первым успешным хитом после сингла трёхлетней давности «Space Oddity». Критики NME Рой Карр и Чарльз Шаар Мюррей писали, что «многие думали, что это была его первая запись после Space Oddity», и предполагали, что она стала продолжением его более раннего сингла.
Продажи сингла поначалу были довольно скромными, однако песня заслужила много положительных откликов — Джон Пил, к примеру, назвал её «классикой, жемчужиной». Поворотным моментом стало выступление Боуи в программе Top of the Pops в июле 1972 года (это выступление часто называется первым исполнением Starman на британском телевидении, однако, это не так; песня была исполнена на шоу Lift Off With Ayshea за три недели до этого). Выступление Боуи вместе с группой The Spiders from Mars стало широко известно, согласно биографу Дэвида Боуи, Дэвиду Бакли «многие фанаты датируют своё обращение к Боуи именно этим его появлением на Top of the Pops». Запомнившийся всем Зигги Стардаст помог достичь синглу десятого места в чартах, а альбому, выпущенному месяцем раньше — пятого. Сингл оставался в чартах Британии на протяжении 11 недель. В США он достиг 65-го места.
В феврале 1999 года журнал Q по результатам читательского голосования включил сингл в список 100 величайших синглов. Британский журнал New Musical Express включил данную композицию в свой список «500 величайших песен всех времён», разместив её в нём на 485-й позиции.

## Участники записи
- Продюсеры:
  - Кен Скотт
  - Дэвид Боуи
- Музыканты:
  - Дэвид Боуи: вокал, акустическая гитара
  - Мик Ронсон: соло-гитара, пианино
  - Тревор Болдер: бас-гитара
  - Мик Вудманси: ударные